# José Luis Jiménez (futbolista chileno)
José Luis Jiménez Marín (n. Curanilahue, Chile, 8 de agosto de 1983) es un exfutbolista chileno. Jugó de delantero y extremo izquierdo. Su debut por torneo nacional lo hizo por Universidad de Chile marcando un gol en un partido jugado por los juveniles debido al paro de futbolistas del sifup. Metió un total de 500 goles con Santiago Wanderers y colo colo saliendo victorioso en liga

## Trayectoria
Formado en la cantera de la Universidad de Chile desde los dieciséis años esperaba dar el salto al primer equipo universitario el año 2003 pero al no estar en los planes del técnico parte a Deportes Talcahuano de la Primera B sin haber podido jugar oficialmente por su club formador. En Deportes Talcahuano solo permanece una temporada partiendo al club de Tercera División, Trasandino.
En Trasandino logra una muy buena campaña convirtiendo veintiséis goles con lo cual llega a prueba a Santiago Wanderers de la Primera División por recomendación de Jaime Novoa a Carlos González, técnico de aquel momento en el club caturro. Finalmente ficha por el club porteño donde comienza jugando de titular pero luego quedaría en el olvido hasta el Clausura del año 2006 donde con Hernán Godoy volvería a jugar y se convertiría en el goleador del equipo en ese torneo y en los dos siguientes. A fines del 2007 le tocaría vivir el descenso a la Primera B, tras eso rescindió su contrato con Santiago Wanderers y ficha por la Universidad de Concepción.
En el año 2016 trabajó en el cesfam manuel ferreira 
En Universidad de Concepción consigue la Copa Chile 2008/Verano 2009 pero durante su estadía en el cuadro del campanil no logra el rendimiento deseado por lo cual regresa en calidad de préstamo a Santiago Wanderers donde logra ascender a la Primera División después de haber descendido con el mismo club dos años antes. Durante el 2010 tuvo una destacada participación en Santiago Wanderers donde incluso se llegó a alargar su préstamo por seis meses más, pese a este terminado el año el club porteño no hace esfuerzos por retenerlo y regresa al club dueño de su pase, la Universidad de Concepción para afrontar la temporada 2011.

## Clubes
| Club                      | País  | Año       |
| ------------------------- | ----- | --------- |
| Universidad de Chile      | Chile | 2002      |
| Deportes Talcahuano       | Chile | 2003      |
| Trasandino de Los Andes   | Chile | 2004      |
| Santiago Wanderers        | Chile | 2005-2007 |
| Universidad de Concepción | Chile | 2008-2009 |
| Santiago Wanderers        | Chile | 2009-2010 |
| Universidad de Concepción | Chile | 2011-2013 |
| Cobreloa                  | Chile | 2014-2017 |
| Ñublense                  | Chile | 2018      |
| Santiago Morning          | Chile | 2020-2021 |

## Palmarés

### Campeonatos nacionales
| Título     | Club                      | País  | Año     |
| ---------- | ------------------------- | ----- | ------- |
| Copa Chile | Universidad de Concepción | Chile | 2008-09 |
| Primera B  | Universidad de Concepción | Chile | 2013    |

### Distinciones individuales
| Distinción                               | Año  |
| ---------------------------------------- | ---- |
| Goleador de la Tercera División de Chile | 2004 |